# 静物 (小説)
『静物』（せいぶつ）は、庄野潤三が1960年に著した短編小説である。新潮社文学賞受賞。
夫婦と三人の子からなる一家の平凡なエピソードが次々と記述され、それらの話の奥に過去の出来事から生じる不安が見えてくる。全体的に古典的寓話のような作風に仕上がっている。

## 内容
- 一：三月の初めの日曜日に、男の子が父親を釣掘に誘う。場所を変えてばかりいる男の子に、釣りは釣れても釣れなくても同じ所にいるものだと諭す。そこで、父親は自分が中学の時に習った英語に載っていた、「スティック・ユア・ブッシュ」・・・根気よく一つの所で粘った者に成果は上がる、という諺を思い出して、その時に面白くなく感じたことを、今、子供に言い聞かせているのだと感じる。

- 二：吃りの街医者と父が面する。街医者は「一度やったことは、何度もやるようになる」と言う。父は小学3年の時に、草原で板を打ち抜いた釘を踏みつけたことがあったが、今、彼の妻が湯タンポによる低温火傷になった為に、この医院へ訪れる。

- 三：父が食卓の周りの皆に、新聞から、スージーちゃんという8歳の黒人の女の子が風邪で亡くなるも、遺体をお墓に埋める際に目を醒ました事件を話す。母はそれを聞いて気味悪がり、女の子がスージーちゃんの口ぶりを真似だしたのを叱りつける。

- 四：釣掘で釣れた金魚を、丸いガラス鉢に入れて子供の勉強部屋で飼うことにした。父はいずれ金魚の鉢も何かの拍子に割れてしまうだろうと予想していたが、日が経ってもそうはならなかった。しかし、父の頭からその不安は決して無くならずに残ったままだった。

- 五：ある日、寝床に入った父が、隣で寝る妻を見て、結婚してから十五年間同じ寝床で寝ているということを思う。ある出来事の為に3カ月だけ別々の寝床で寝たこともあったのだが、本を読みながらそれを思い出そうとする内に、寝入ってしまう。

- 六：イギリスかアメリカの一人の少年が、偶然見つけたアヒルの卵を、お腹にくくりつけて温め、20何日目に孵った話を、小学2年になった男の子が話す。聞いていた父はどうして潰れなかったのかと不思議に思う。

- 七：女の子が幼稚園にいる時に、父は女の子を連れて自分の観たい映画を観に映画館に行った。しかし、その映画では掌の刺さるシーンや、主人公がコンクリートで埋められるシーン等、ハラハラする場面があった。偶々女の子に買い与えた絵本が、女の子の目隠しになったから良かったものの、絵本が無かったらどうなっていたかと父は考える。

- 八：猪の話を父がする。猪は几帳面で臆病の為に同じ道しか通らない。大猪の寝所を見つけたある村の爺さんが、3・5人で組を作って仕留めに行ったことがある。しかし、その計画を嗅ぎつけた別の者が組を作って一足早く寝所に向かっていた。爺さん達が山の崖を登り切る所で、仕留め損なった猪は爺さんの前に現れたが、びっくりして顔を引っ込めた拍子に崖から滑り落ちてしまう。それから一週間後、他の猟師が猪を撃ち止めたという。

- 九：久しぶりに訪ねてきた伯父さんが皆に胡桃を一袋くれる。女の子は胡桃を友達に分けながら学校の帰り道を歩いた。道路工事をやっていた所を5・6歩過ぎた所で、友達が胡桃を一個落としたので戻ろうとする。すると工事の男の人が現われて、「もう食べちゃったよ」と言い、真っ二つに割れた殻を見せた。どうして割ったか、口も動かしていないのにあっという間にお腹の中に入ったこと等を女の子は不思議がったが、父はそれを聞いて、「ころころ転がってきたんだな、丁度その男の眼の前にね」と言う。

- 十：釣掘の専門家の池で男の子が落ちる。父は、釣れずにじりじりしていた釣師の姿勢が、連れて来た子にも伝わって落ちたのだろうと考える。

- 十一：日曜日の朝、庭にいた父は、畑の間からやってくるチンドン屋の一隊を見る。太鼓を持った男が途中で男の子に話しかけた。後で男の子に訊くと、男の子は耳に指で栓をしたり外したりしていて、それを見てチンドン屋はやかましくて耳をふさいでいるのだと思い、叱られたのだと言う。

- 十二：父はスケッチ・ブックに女の子を写生している。父は、女の子が生まれてきてからちっとも乳を吸おうとしなくて、看護婦が懸命に耳を引っ張って飲ませようとしたことを、何でもないことのように話す。

- 十三：子供が学校の花壇や砂場で捕まえたおけらが、大きな声に反応して足を広げたことを面白そうな顔をして話す。次第にその真似をする子供たちを父がうるさがって静かにするようにと言う。

- 十四：父はトラとウサギのぬいぐるみを取り合う子供達を見て、10年余り前のクリスマスに、小さかった女の子が大きな仔犬のぬいぐるみを買い与えられたことを思い出す。自分は、その時に中折れ帽子をプレゼントされ、こちらの方が相当長持ちするだろうと思っていたら、いくらも経たない内に、映画の帰りに無くしてしまい、仔犬のぬいぐるみの方がずっと永く残ったことを思い出す。

- 十五：父が子供に川釣りの名人の話をする。川釣りの名人は籠一杯に魚を捕まえ、岸に置いておいたが、やがてキツネに籠ごと持ってかれてしまう。

- 十六：家族皆でドーナツを作る。作りたがる男の子が泣き出すと、父は過去に妻でも女の子でもない、別の女の啜り泣きを家で耳にした時のことを思い出し、不思議に思う。出来たドーナツは、金魚にやる分も忘れて、子供達が全部平らげてしまう。

- 十七：女の子が、音楽の時間の時に、先生の入れ歯が外れた時のことを話す。

- 十八：男の子がボール紙の空き箱に入れておいた蓑虫がいなくなった。2週間してから、妻が蓑虫を勉強部屋の絵の下に、巣を作っているのを発見する。夫婦でそれを見ている間、反対側の出窓では、金魚がガラスのふちに出来た水苔を口でつついて、気が無さそうにそこを離れた。